# Белград (аеропорт)

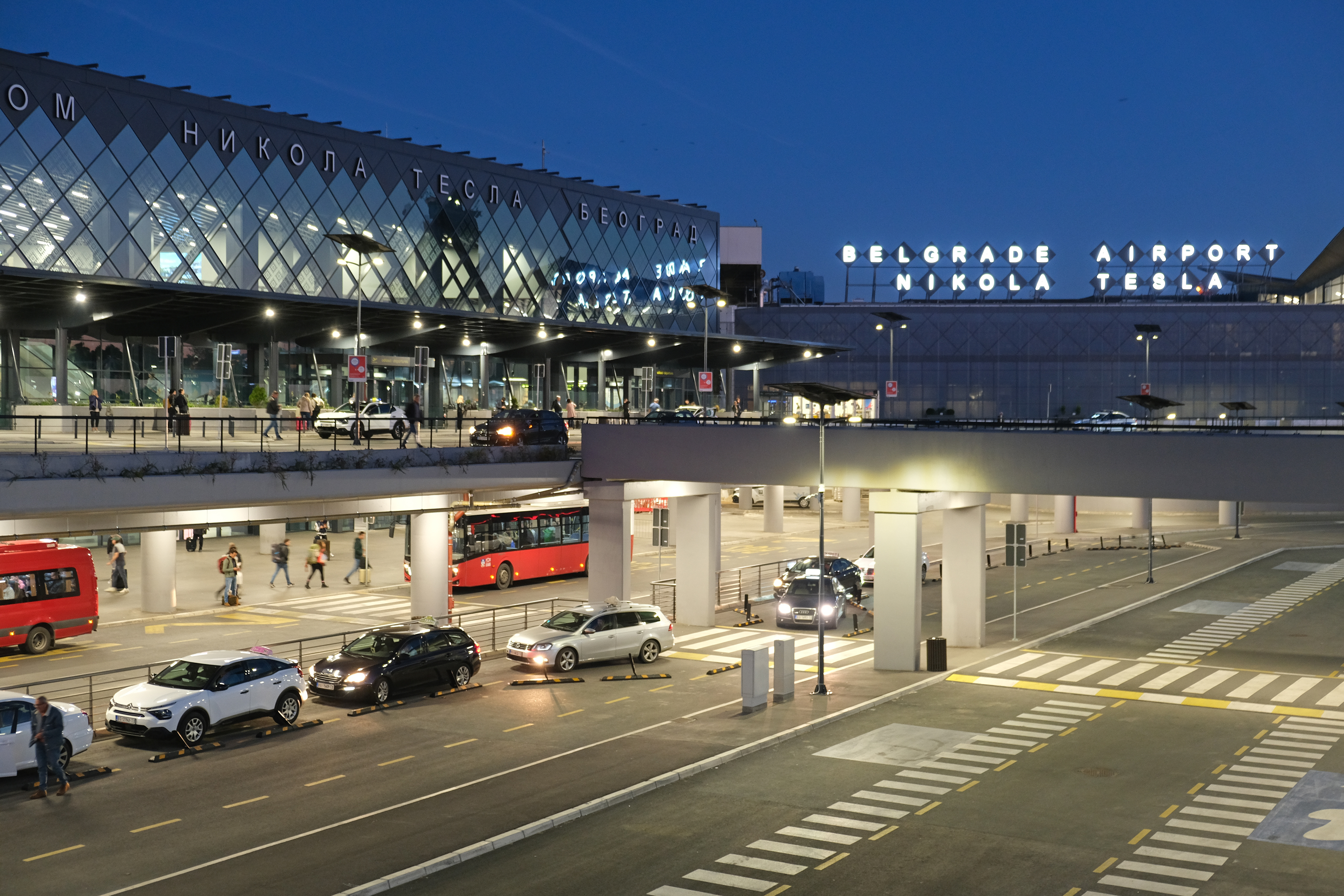
Під'їзд до аеропорту

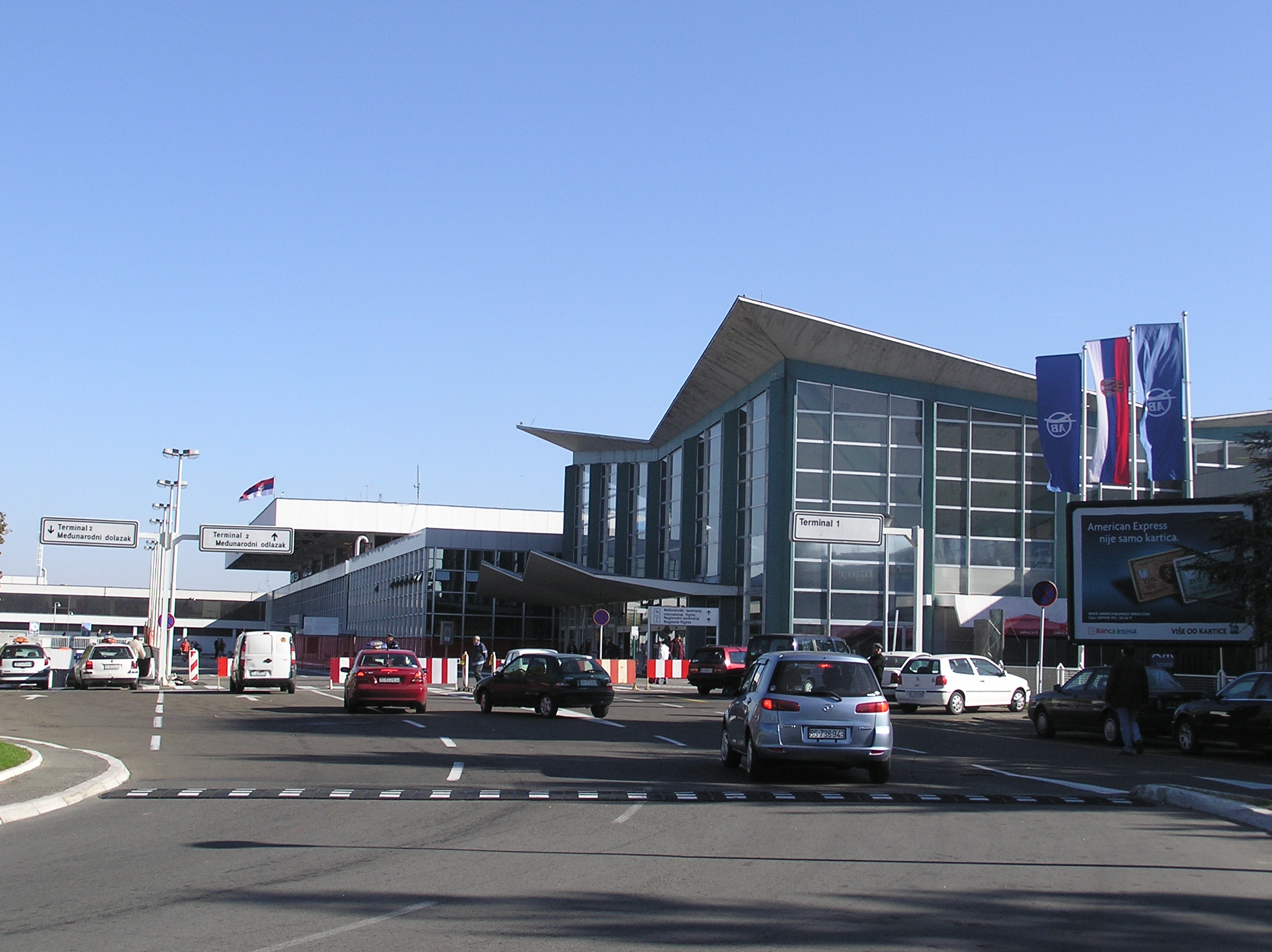
Термінaл № 1

Аеропорт Нікола Тесла Белград (серб. Аеродром Никола Тесла Београд/Aerodrom Nikola Tesla Beograd) (IATA: BEG, ICAO: LYBE) — міжнародний аеропорт, обслуговуючий Белград, Сербія. Раніше відомий як Белградський аеропорт, він був перейменований у 2006 році на честь вченого і винахідника Ніколи Тесла. Це найбільший аеропорт в колишній Югославії.
Аеропорт розташований за 18 км (11 миль) на захід від центру Белграда. У 2008 році аеропорт встановлено обладнання ILS CAT IIIb, щоб дозволити літакам і злітати у великий туман, який в останні роки призвів до скасування рейсів в основному в кінці грудня і початку січня.(англ.)
Національний авіаперевізник і найбільша авіакомпанія Сербії, Air Serbia (колишній Jat Airways) використовує аеропорт Белграда як хаб. Він також є одним з операційних баз для недорогих авіакомпанії, таких як наприклад — Wizz Air. Послуги повітряних перевезень також тут надають Air Pink, Jat Airways AVIO таксі і Prince Aviation. Аеропорт знаходиться під управлінням державного підприємства «Аеродром Нікола Тесла Белград». Аеропорт зафіксував чистий прибуток у розмірі 1,4 млрд динарів протягом перших трьох кварталів 2014 (серб.) У 2014 Аеропорт Нікола Тесла Белград став другим найбільш швидкозростаючим великим аеропортом у Європі.(англ.)

## Історія

### Перші аеродроми в Белграді
Перший аеродром в Белграді був відкритий в 1910 році . Два роки по тому був побудований дерев'яний ангар для сербських ВПС, які брали участь в Першій Балканській війні проти Туреччини. У 1914 році аеропорт Баньіца був базою для ескадри сербських ВПС і Balloon Company. Після закінчення Першої світової війни, аеропорт використовувався для авіапошти руху, а також включені маршрути: Скоп'є-Ніш-Белград-Нові Сад і Белград-Сараєво-Мостар.
У 1911 році ще один аеропорт був відкритий в Белграді, в нижній частині міста.

### Аеропорт Панчево
Аеропорт на околицях Панчево, на північний схід від Белграда, почав діяти в 1923 році, коли відкрили міжнародний маршрут Париж-Стамбул, який проходив через аеропорт Белград. У тому ж році почав працювати сервіс авіапошти. Аеропорт Панчево був також використаний в Академії ВПС Югославії. Після Другої світової війни аеропорт використовувався ВПС Югославії, перш ніж вони перебазувалися в аеропорт Утва.

### Міжнародний аеропорт «Белград»
Через відстані між центром міста Белград і Панчево, було прийнято рішення про створення нового аеропорту, який буде ближче. Планували побудувати недалеко від річки Сава, на околицях якої розташований Новий Белград. Він був відкритий 25 березня 1927 року з офіційною назвою Міжнародний аеропорт Белград. у лютому 1928 року літак, що належав першій місцевій авіакомпанії Aeropol почав зліт з нового аеропорту. Посадкова здатність аеропорту складалася з чотирьох злітно-посадкових смуг між 1,100 до 2,900 метрів (3,610 до 9,510 футів) в довжину. Проект залізобетонного ангара був зроблений сербським вченим Миланковичем, більш відомий за його теорії зміни клімату. Сучасна будівля терміналу була побудована в 1931 році і у 1936 році було встановлене обладнання для посадки при поганій видимості.
Починаючи з квітня 1941 року аеропорт використовували німецькі окупаційні війська. В 1944 році він зазнав бомбардування союзниками, а в жовтні того ж року німецька армія знищила об'єкти, що залишилися при виведенні своїх військ з країни.
Аеропорт був відновлений, і до кінця війни використовувався Радянським Союзом та Югославією в рамках військових зусиль союзників.

### Будівництво нового аеропорту
У перші роки повоєнного розвитку Белграда будівництво сучасного аеропорту стало соціальним і економічним пріоритетом. Основні інженерні дослідження почалися в 1947 році і стали частиною генерального плану міста. Це визначило майбутнє повітряного руху і роль аеропорту Белграда в рамках югославської і міжнародної повітряної мережі.
Експерти з Бюро сербського міського планування, з архітектором Нікола Добровічем, біля керма, зробили попередні плани нового аеропорту.(серб.) Розробка і реалізація ідеї була прийнята з 1953 року Департаментом цивільної авіації (згодом Atlthfkmybq Департамент цивільної авіації), фахівці якого, з Мілошем Лукичом, інженером і керівником групи, закінчили загальний план однієї злітно-посадкової смуги. Будівництво нового аеропорту почалося в квітні 1958 року і тривало до 28 квітня 1962 коли він був офіційно відкритий президентом Брозом Тіто.

### На рубежі століть
Протягом 1990-х років після початку війни в Югославії і санкцій Організації Об'єднаних Націй, введених щодо Союзної Республіки Югославії, авіаперельоти були заборонені. В аеропорту був мінімальний пасажирський рух, і багато об'єктів потребували уваги.
Зі зміною уряду і міжнародних настроїв, був відновлений повітряний рух в 2001 році. Через кілька років другий термінал в аеропорту пройшов масштабну реконструкцію.
Злітно-посадкова смуга в жовтні 2005-го була переоснащена і її категорія підвищена до CAT IIIb.
У 2006 році аеропорт було перейменовано в «Аеропорт Белград імені Ніколи Тесли». Сам Тесла був сербсько-американським винахідником і вченим. Він вважається одним з найважливіших електричних інженерів в світі.
У серпні 2007 року керівництво аеропорту оголосило, що протягом майбутніх чотирьох років термінал 2 буде розширено, а також збільшено кількість місць для стоянки для літаків.
В 2010 році було завершено будівництво нового центру управління аеропорту.

## Термінали
- Термінал 1 - протягом довгого часу був єдиним на території аеропорту, але з січня 2010 року він спеціалізується головним чином на чартерних рейсах і лоу-кост перевезеннях.
- Термінал 2 - приймає більшу частину пасажиропотоку і регулярних рейсів.

## Авіалінії та напрямки

### Пасажирські перевезення
| Авіакомпанія                  | Пункт призначення |
| ----------------------------- | --- |
| Aegean Airlines               | Афіни Сезонний чартер: Іракліон |
| Aeroflot                      | Москва-Шереметьєво |
| Air Arabia                    | Шарджа (з 28 червня 2019) |
| Air Cairo                     | Хургада |
| Air France                    | Париж-Шарль де Голль (з 31 березня 2019) |
| Air Serbia                    | Амстердам, Афіни, Баня-Лука, Барселона (з 4 червня 2019), Бейрут, Берлін-Тегель, Брюссель, Бухарест, Каїр (з 4 червня 2019), Копенгаген, Дюссельдорф, Франкфурт, Гельсінкі (з 3 червня 2019), Київ-Бориспіль (з 4 червня 2019), Краснодар (з 3 червня 2019), Ларнака, Любляна, Лондон-Хітроу, Мадрид (з 5 червня 2019), Мілан-Мальпенса, Москва-Шереметьєво, New York–JFK, Париж-Шарль де Голль, Подгориця, Прага, Рієка (з 4 червня 2019), Рим-Ф'юмічіно, Сараєво, Скоп'є, Софія, Стокгольм-Арланда, Штутгарт, Тель-Авів, Салоніки, Тирана, Тиват, Венеція, Відень, Загреб, Цюрих Сезонні: Дубровник, Гамбург, Мальта, Ніцца (з 6 червня 2019), Пула, Ст Петербург, Спліт, Задар (з 21 червня 2019) |
| Alitalia                      | Рим-Ф'юмічіно |
| AlMasria Universal Airlines   | Сезонний чартер: Хургада |
| Arkia                         | Тель-Авів |
| ASL Airlines France           | Сезонний: Париж-Шарль де Голль (з 24 червня 2019) |
| AtlasGlobal                   | Стамбул–Ататюрк |
| Austrian Airlines             | Відень |
| Aviolet                       | Сезонний чартер: Анталія, Афіни, Барселона, Бодрум, Катанія, Кефалонія, Ханья, Корфу, Енфіда, Жирона, Іракліон, Карпатос, Ламеція-Терме, Лемнос, Палермо, Пальма-де-Мальорка, Превеза, Родос, Ріміні, Самос, Санторіні, Скіатос, Салоніки Закінф |
| Belavia                       | Будапешт, Мінськ |
| Croatia Airlines              | Сезонні: Спліт |
| easyJet                       | Берлін-Тегель |
| easyJet Switzerland           | Базель-Мюлуз-Фрайбург, Женева |
| Ellinair                      | Сезонні: Іракліон |
| Etihad Airways                | Абу-Дабі |
| flydubai                      | Дубай |
| FlyEgypt                      | Сезонний чартер: Хургада |
| Hainan Airlines               | Пекін, Прага |
| Israir                        | Тель-Авів |
| LOT Polish Airlines           | Варшава-Шопен |
| Lufthansa                     | Франкфурт, Мюнхен |
| Montenegro Airlines           | Подгориця, Тиват |
| Norwegian Air Shuttle         | Осло-Гардермуен, Стокгольм-Арланда |
| Pegasus Airlines              | Стамбул-Сабіха Гекчен |
| Qatar Airways                 | Доха |
| Red Wings Airlines            | Москва-Домодєдово |
| Swiss International Air Lines | Цюрих |
| SunExpress                    | Сезонний чартер: Ізмір |
| TAROM                         | Бухарест |
| Transavia                     | Амстердам |
| Tunisair                      | Туніс Сезонний чартер: Монастір |
| Turkish Airlines              | Стамбул-Ататюрк |
| Vueling                       | Сезонні: Барселона |
| Wizz Air                      | Базель-Мюлуз-Фрайбург, Париж-Бове, Дортмунд, Ейндговен, Гетеборг, Ганновер, Карлсруе/Баден-Баден, Лондон-Лутон, Мальме, Мальта, Меммінген, Стокгольм-Скавста Сезонний: Ларнака |

### Вантажні
| Авіакомпанія              | Пункт призначення        |
| ------------------------- | ------------------------ |
| ASL Airlines Switzerland  | Кельн/Бонн, Софія        |
| European Air Transport    | Будапешт, Брюссель, Лінц |
| Mediterranean Air Freight | Любляна                  |
| RAF-Avia                  | Будапешт                 |
| Solinair                  | Любляна, Сараєво         |
| Swiftair                  | Кельн/Бонн, Софія        |
| Turkish Airlines Cargo    | Стамбул–Ататюрк          |

## Статистика
| Рік     | Пасажирообіг | Зміна | Вантажообіг (т) | Зміна | Авіатрафік | Зміна |
| ------- | ------------ | ----- | --------------- | ----- | ---------- | ----- |
| 2002    | 1,621,798    |       | 6,827           |       | 28,872     |       |
| 2003    | 1,849,148    | ▲14%  | 6,532           | ▼4%   | 32,484     | ▲13%  |
| 2004    | 2,045,282    | ▲11%  | 8,946           | ▲37%  | 36,416     | ▲12%  |
| 2005    | 2,032,357    | ▼1%   | 7,728           | ▼14%  | 37,614     | ▲3%   |
| 2006    | 2,222,445    | ▲9%   | 8,200           | ▲6%   | 42,360     | ▲13%  |
| 2007    | 2,512,890    | ▲13%  | 7,926           | ▼3%   | 43,448     | ▲3%   |
| 2008    | 2,650,048    | ▲5%   | 8,129           | ▲3%   | 44,454     | ▲2%   |
| 2009    | 2,384,077    | ▼10%  | 6,690           | ▼18%  | 40,664     | ▼8%   |
| 2010    | 2,698,730    | ▲13%  | 7,427           | ▲11%  | 44,160     | ▲9%   |
| 2011    | 3,124,633    | ▲16%  | 8,025           | ▲8%   | 44,923     | ▲2%   |
| 2012    | 3,363,919    | ▲8%   | 7,253           | ▼10%  | 44,990     | ▲0%   |
| 2013    | 3,543,194    | ▲5%   | 7,679           | ▲6%   | 46,828     | ▲4%   |
| 2014    | 4,638,577    | ▲31%  | 10,222          | ▲33%  | 58,695     | ▲25%  |
| 2015    | 4,776,110    | ▲3%   | 13,091          | ▲28%  | 58,506     | ▼0%   |
| 2016    | 4,924,992    | ▲3%   | 13,939          | ▲7%   | 58,633     | ▲0%   |
| 2017    | 5,343,420    | ▲9%   | 19,758          | ▲42%  | 58,859     | ▲0%   |
| 2018    | 5,641,105    | ▲5,6% | 20,065          | ▲1.6% | 59,036     | ▲0,3% |
| Source: |              |       |                 |       |            |       |